# بلدية تحناوت
تحناوت هي جماعة حضرية وعاصمة إقليم الحوز التابع لجهة مراكش آسفي في المغرب. تحتوي المنطقة على مجموعة من المؤهلات الطبيعية والسياحية، باعتبارها مقدمة لجبال الأطلس الكبير، ونقطة العبور لأكبر التجمعات السياحية بجهة مراكش آسفي. وتتمركز ببلدية تحناوت مجموعة من الإدارات العمومية، وعلى رأسها عمالة إقليم الحوز. وتضم جماعات أوريكة , ستي فاضمة , اوكايمدن، اغواطيم,مولاي ابراهيم,وتمصلوحت
وفقا للإحصاء العام للسكان والسكنى لسنة 2014 يبلغ عدد القاطنين بالدائرة ما مجموعه 12.090 مواطنا مغربيا بمجموع 2.684 أسرة بالإضافة ل12 أجنبيا.
حسب الاحصاء الأخير لسنة 2024 يبلغ عدد الأسر 38,469 وعدد السكان 167,379 بينهم 380 أجنبيا.

## التعليم
بلدية تحناوت تضم المديرية الاقليمية لوزارة التربية الوطنية والتعليم الأولي والرياضة

## أعلام
- محمد نضالي